# Autobus
Een autobus is een motorvoertuig dat geschikt is voor het vervoer van personen. Binnen de EU wordt een autobus volgens richtlijn 70/156/EWG aanhangsel 1 gedefinieerd als zijnde ingericht voor meer dan acht personen, de bestuurder niet meegerekend. Voor het mogen besturen van een autobus is in de EU een additioneel rijbewijs noodzakelijk, naast het gebruikelijke rijbewijs voor het mogen besturen van een motorrijtuig.

## Geschiedenis

Benz-Omnibus, 1896

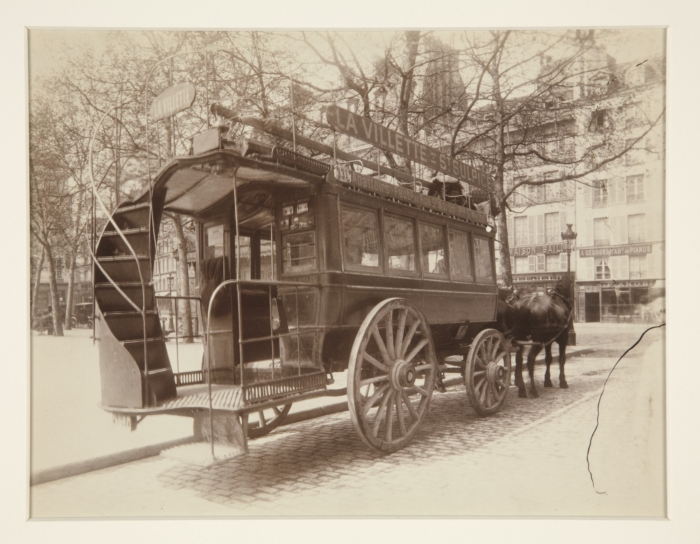
Parijse omnibus, 1910

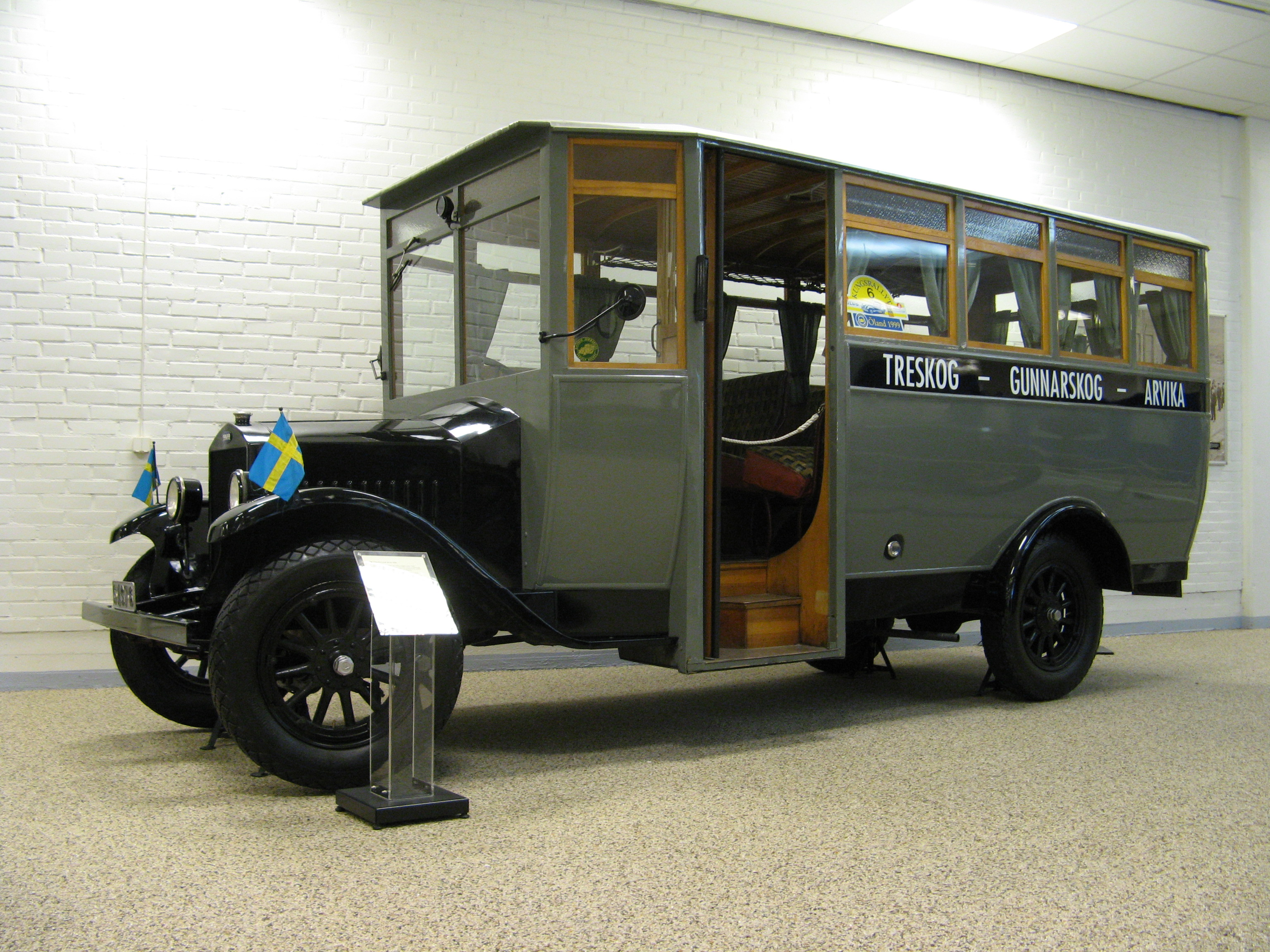
Volvo LV45-autobus, 1928

Voor de komst van de autobus werd openbaar vervoer uitgevoerd met een omnibus, die door paarden getrokken werd. Het Latijnse woord "omnibus" betekent "voor iedereen", want de omnibus was ook beschikbaar voor degenen die geen eigen rijtuig bezaten. Ook reden er veel paardentrams en stoomtrams voor de autobus verscheen. Toen de paarden door een motor vervangen werden, ontstond de automobielomnibus (letterlijk 'uit zichzelf beweegbaar voor iedereen'), samengetrokken tot autobus, of kortweg bus.
Voor het besturen van een bus is een additioneel rijbewijs nodig: binnen de EU is dat rijbewijs D. Indien ook met een aanhanger boven 750 kg wordt gereden is de toevoeging E bij D verplicht. Bussen worden voornamelijk ingezet voor het verrichten van openbaar vervoer en met touringcars voor niet-openbaar geregeld en ongeregeld vervoer, soms over grotere afstanden.

## Inzet

### Lijnbus
Een lijnbus is een bus die wordt ingezet voor openbaar vervoer. Er kan onderscheid gemaakt worden tussen stads-, streek- en langeafstandsbussen. Lijnbussen zijn vaak voorzien van apparatuur voor verkeerslichtbeïnvloeding, zoals VETAG. Lijndiensten worden aanbesteed aan openbaar-vervoerbedrijven die dan de ritten volgens vaste schemas en routes uitvoeren. 

#### Stadsbus
Een stadsbus is een bus geschikt voor personenvervoer binnen een stad of binnen een stedelijke agglomeratie. Een stadsbus heeft een automatische transmissie, brede in- en uitstapdeuren en veel staanplaatsen. De nieuwste generatie bussen zijn lagevloerbussen zonder verhoogde instap. De in- en uitstap is dan circa 34 cm vanaf het wegdek. Dit wordt minder bij haltes met verhoogde trottoirs. Sommige bussen beschikken over een knielfunctie.
Stadsbussen komen voor in verschillende lengten: de midibus (9-12 meter), standaard (12 meter), stretched (15 meter, 3 assen waarvan 1 sleepas), de gelede bussen (18 meter, 3 assen) en de dubbelgelede (25,25 meter 4 assen). In sommige steden rijden elektrische stadsbussen zoals trolleybussen. 

#### Streekbus
Een streekbus is een bus geschikt voor vervoer tussen steden en dorpen met meer zitplaatsen dan een stadsbus. De meeste streekbussen zijn 12 meter lang, hoewel ook gelede bussen en bussen met sleepassen worden ingezet.

### Langeafstandsbussen
De ingezette bussen zijn meestal touringcars, semi-toerbussen of andere comfortabele bussen. In sommige landen, waaronder Groot-Brittannië, bestaan er meerdere particuliere bedrijven die voor eigen risico langeafstandsbussen (National Express) exploiteren. Deze bussen concurreren veelal met de spoorwegen, in plaats van het spoorwegnet aan te vullen, zoals bij de Nederlandse Interliner het geval was.
Langeafstandsbussen zijn soms 15 meter lang (in plaats van de voor andere bussen gebruikelijke 12 meter), en voorzien van 44 zitplaatsen. Bij de achteras is dan een extra as bijgeplaatst (sleepas) om het draagvermogen per wiel binnen de wettelijke grenzen te houden. Deze zogenaamde derde as welke bij bochten meesturend is, wordt bij een snelheid van 20 km/u of meer weer geblokkeerd om de stabiliteit van de bus bij hogere snelheden te waarborgen.
In sommige landen rijden er postbussen, vaak gecombineerd met reizigersvervoer. In Europa zijn er coachservices zoals FlixBus (waaronder ook Eurolines valt) en Regiojet, in Amerika Greyhound (onderdeel van FlixBus).

### Vliegveldbus
Bussen worden ook gebruikt om passagiers te vervoeren tussen een vliegtuig en het terminalgebouw. Dit is nodig omdat de afstand soms net iets te ver is om te lopen, en bovendien omdat men wil vermijden dat passagiers over het platform gaan zwerven. Op de grootste luchthavens lopen de passagiers door een vliegtuigslurf, maar ook daar wordt nog vaak een bus gebruikt, soms alleen in noodgevallen.
Het gaat hier om vervoer van een groot aantal personen over een vrij korte afstand. Vanwege de afstand zijn zitplaatsen nauwelijks nodig. Deze bussen hebben dan ook maar weinig zitplaatsen, waardoor de capaciteit hoger is en het in- en uitstappen sneller gaat. Opmerkelijk is dat de bussen vaak breder zijn dan reguliere bussen. Dat kan omdat de bussen niet op de openbare weg komen.
Er bestaan vliegtuigbussen waarvan het passagierscompartiment omhoog kan worden gevijzeld zodat het direct tegen het vliegtuig kan worden gezet. Er is dan geen vliegtuigtrap meer nodig om de passagiers te laten instappen.

## Typen

### Dubbeldekker

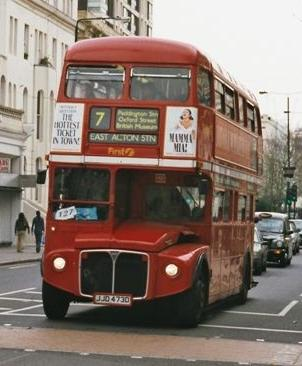
Routemaster-dubbeldekker van fabrikant Associated Equipment Company Ltd. en de carrosseriefabriek Park Royal Vehicles

In Engeland komen veel dubbeldeksbussen voor als stadsbus. Een variant is de anderhalfdeksbus.
De oudste dubbeldekkers waren gewone bussen, waarbij ook op het dak kon worden meegereden. Later werd het dak overdekt en ontstond de dubbeldekker zoals we die nu kennen. De twee verdiepingen worden nog steeds aangeduid met 'inside' en 'on top'. Het beroemde type Routemaster met open achterbalkon en conducteur is eind 2005 buiten dienst gesteld.  Dubbeldeksbussen met een open bovenverdieping bestaan nog steeds: ze worden in veel steden gebruikt voor toeristische rondritten. Ook in andere grote wereldsteden, zoals Berlijn, Dublin en Hongkong zijn dubbeldekkers aan te treffen.
In het besloten vervoer worden ook wel dubbeldeks touringcars ingezet; deze bussen zijn echter op de benedenverdieping maar voor de helft geschikt voor reizigers, de rest is bagageruimte.

### Touringcar
Particuliere bedrijven gebruiken touringcars voor het vervoer op lange afstanden. Deze bussen zijn voorzien van bijvoorbeeld toiletten. Touringcars zijn vaak hoger gebouwd, onder de zitplaatsen is dan de bagageruimte, en zijn veelal tussen de 9 en 15 meter lang (resp. twee- of drieassig). De meest voorkomende lengte is echter 12 meter. Er bestaan ook enkele touringcars van 18 meter lang. Deze bussen worden soms ook voor regionale lijndiensten gebruikt, zoals Bus Éireann.

### Midibus
Deze bussen zijn kleiner en lichter zodat ze goedkoper zijn dan een reguliere 12-meterbus.

### Andere busvarianten
Busvarianten die zich onderscheiden van een traditioneel type bus, deze kunnen op alle typen bussen worden toegepast:
- Geleide bus

## Aandrijving
De meeste bussen worden aangedreven met een dieselmotor. Alternatieven kunnen zijn:
- Elektrische bus
- Hybride bus
- Waterstofbus

Bij dieselaandrijving wordt met een mechanische overbrenging wordt de kracht op de wielen overgebracht. Door toevoeging van AdBlue wordt het mogelijk dat dieselmotoren voldoen aan de in 2005 ingevoerde Euro IV-norm en later de Euro V-norm en Euro VI-norm. Sommige bussen rijden op biodiesel, lpg of aardgas. Weer andere gebruiken elektriciteit: dit kan komen via een accu, soms aangevuld met een brandstofcel of van een bovenleiding (trolleybus, soms aangevuld met accu). Maar net zoals in de autobranche staat de ontwikkeling hier ook niet stil en rijden er reeds hybride bussen (diesel-elektrisch of elektrisch-waterstof) op de weg. Remenergie kan goed worden teruggewonnen door middel van een vliegwiel of accu's.

## Maximumsnelheid
In Nederland is de maximumsnelheid van autobussen buiten de bebouwde kom in principe 80 km/h. Met ingang van 1 mei 2005 werd een nieuwe categorie bussen gedefinieerd, de T100-bus, met een maximumsnelheid van 100 km/h. Hiervoor is een aantekening op het kentekenbewijs nodig. Dit is alleen mogelijk bij bussen zonder staanplaatsen, met tussenschotten en met veiligheidsgordels voor bepaalde (niet noodzakelijk alle) passagiers.
In België is de maximumsnelheid van autobussen buiten de bebouwde kom in principe 75 km/h en op autowegen/autosnelwegen in principe 90 km/h.

## Busfabrikanten
In het begin van de twintigste eeuw was de busbouw een wereld van ambachtelijkheid. Busfabrikanten hadden hun vaste klanten en ze wisten aan het begin van een jaar vaak al wat ze aan het einde zouden hebben geproduceerd en waar ze zouden worden afgeleverd. Later werd de touringcarproductie geconcentreerd bij enkele grote ondernemingen. Alleen bij de mini- en midibussen is er nog sprake van enige kleinschaligheid.

### Benelux
Op de Nederlandse markt was omstreeks 1960 nog meer dan een dozijn bussenbouwers actief. Van Rooijen, Roset, Medema, Smit Appingedam, Smit Joure, Groenewold, Hoogeveen, Domburg, Werkspoor, Verheul, König, Den Oudsten en ZABO waren allemaal actief naast de nog bestaande Hainje (nu VDL Bus Heerenveen), Bova en Kusters, die inmiddels onderdeel zijn van de VDL Groep. Naast DAF bouwde ook Kromhout toen nog chassis' en motoren voor autobussen. Een busbedrijf als ESA in Marum bouwde zelfs enkele eigen carrosserieën. Overigens kwam er in 1970, toen een aantal van deze fabrieken al verdwenen was, een nieuwe busbouwer, Berkhof (het huidige VDL Bus Modules). De standaard stadsbus in Nederland werd sinds de jaren zestig (donker)rood geschilderd.
Voorbeelden van verdwenen Belgische busmerken zijn Stoelen, Desot, Eagle, Brossel, Auto-Miesse, LAG, Jonckheere (later VDL-Jonckheere) en Van Hool. In 2024 resteert alleen nog het Belgisch-Nederlandse VDL Bus & Coach concern.

### Europa
In wezen wordt de Europese busmarkt beheerst door zes grote groepen, namelijk EvoBus (dochter van Daimler AG), NeoMAN (dochter van MAN), Iveco Bus (eigendom van Iveco en Renault), Volvo bus, VDL Bus & Coach (dochter van VDL Groep) en Scania Bus (dochter van MAN). Samen hebben ze zo'n negentig procent van de Europese busmarkt in handen, de rest is voor wat kleinere merken als het Poolse Solaris, het Britse Dennis, het Italiaanse BredaMenarini en wat import uit andere Oost-Europese landen en Turkije.
EvoBus is verreweg de grootste. Het heeft zo'n 26% van de Europese busmarkt onder controle met merken als Mercedes-Benz en Setra, en met belangen in Contrac Cobus (bouwer van vliegveldbussen) en belangen in carrosseriebedrijven als het Italiaanse Tomassini
(midibussen) en het Portugese Caetano (vliegveldbussen). EvoBus produceert ook haar eigen mini- en midibussen. Voor dat doel werd Minibus GmbH in Dortmund opgericht, waarin onder andere de activiteiten van de overgenomen minibusbouwer Koch zijn opgenomen.
Irisbus ontstond in 1997 uit een samenvoeging van de busdivisies van Renault en Iveco, die op hun beurt al een samenvoeging van vele merken waren. Binnen de Renault busdivisie vonden merken als Saviem, Chausson, het Spaanse Barreiros en het Franse Berliet een thuis, later werden het Franse Heuliez, het Tsjechische Karosa en het Hongaarse Ikarus overgenomen.
De busdivisie van Iveco bestond uit de busafdelingen van Fiat, OM, Magirus-Deutz en Pegaso. Dit werd later gecomplementeerd met het Italiaanse Renzo Orlandi.
Scania Bus heeft met een jaarproductie van zo'n 2200 voertuigen een aardig aandeel in de Europese markt. Van Hool is met een bescheidenere jaarproductie van 750 bussen een kleinere speler.
In Rusland, waarvan ruim 70% van de bevolking in Europa woont, is de busmarkt verdeeld over vele producenten, waarvan GAZ uit Nizjni Novgorod de grootste is. Andere grote producenten zijn de motorfabriek van Oeljanovsk UAZ en de busfabriek van Pavlovo (PAZ). Naast de binnenlandse markt is er ook een kleine importmarkt voor vooral tweedehands bussen. Jaarlijks komen tussen de 50.000 en 60.000 nieuwe en gebruikte bussen op de Russische markt.
Groot-Brittannië was ooit hofleverancier van de dochterondernemingen van de Nederlandse Spoorwegen, met merken als Leyland, AEC, Crossley en Guy Motors, heeft nog maar een chassisfabriek over: Dennis. Daar worden een paar honderd chassis per jaar geassembleerd. Verder zijn er nog een half dozijn carrosseriefabrieken.

### Azië
Vanaf ongeveer 2020 worden elektrische bussen van het merk BYD geïmporteerd uit China. De bussen worden ook in Hongarije geproduceerd.